# Shogun: Total War
Shogun: Total War is het eerste spel in de turn-based strategy-gamereeks, Total War. Het spel is uitgegeven door Sega en ontwikkeld door Creative Assembly in juni 2000 voor Windows op personal computers. Het spel speelt zich af in Japan in de Sengoku-periode. Het doel van het spel is om binnen een bepaald aantal jaren Shogun van Japan te worden. Dit kan worden gedaan door onder andere allianties te sluiten met andere clans of gebieden van andere clans te veroveren en zo het eigen territorium uit te breiden.

## Gameplay
De game is een combinatie van een campaign map, waar de gehele kaart van het gebied waar het spel zich afspeelt is afgebeeld, en real-time gevechten tussen legers. De speler bestuurt als clanleider zijn legers, marine en provincies. Als twee vijandige legers elkaar kruisen, of als de speler kiest om een vijandig leger en of stad aan te vallen, gaat het spel over op een real-time veldslag. De speler kan ervoor kiezen om de veldslag automatisch te laten verlopen of om de slag zelf uit te vechten door zijn legers op een strategische plek neer te zetten en door ze te laten aanvallen of verdedigen.
Elk leger wordt aangevoerd door een generaal. De speler kan een generaal voor veel geld rekruteren, de generaals houden tijdens de slag het moraal van de troepen hoog waardoor ze niet snel zullen vluchten wanneer ze veel verliezen hebben geleden. Als de generaal wordt gedood tijdens een slag heeft dit negatieve invloed op de troepen. Generaals kunnen ook sterven door ouderdom of kunnen seppuku plegen wanneer ze keer op keer verliezen hebben geleden.
Op de campaign map overziet de speler zijn nederzettingen, economische vooruitgang, diplomatieke relaties met andere clans, zijn legers, vloot en technologische vooruitgang. De speler kan behalve zijn legers en vloot ook agents inzetten. Deze bestaan uit spionnen, religieuze agents en geleerden. Spionnen kunnen legers saboteren, infiltreren in (vijandige) steden en vijandige generaals ongezien vermoorden. Een religieuze agent kan een provincie bekeren en een geleerde kan technologische vooruitgang sneller laten verlopen door zich in een universiteit te vestigen. Hij kan ook andere geleerden uitdagen voor een gevecht op de dood.
Als het spel vordert zal je clan in contact komen met Europese handelaren; als eerste de Portugezen, waarmee je kunt handelen en ook het katholieke geloof van kan overnemen, later zul je ook met de Nederlanders in contact komen.

### Multiplayer
Oorspronkelijk waren er twee multiplayerservers waar spelers met elkaar gevechten konden aangaan. Een spelers multiplayer account begon met 100 honour of eer punten, een speler kon honour punten verdienen of verliezen afhankelijk van het verliezen of winnen van veldslagen. Om ervoor te zorgen dat zeer bekwame spelers niet alleen maar beginners aanvielen en daardoor erg gemakkelijk veel honour punten verdienden, kon een speler met meer dan 49 meer punten dan de tegenstander alleen maar punten verliezen, ook al won hij. Hierdoor bleef de multiplayer eerlijk en was het ook eerlijk voor de beginners die nog niet erg goed waren in de gevechten.
Als een speler met vrienden wilde spelen zonder punten te kunnen verliezen of verkrijgen kon hij een zogeheten 'frienly' server opzetten. Toen Rome: Total War uitkwam, werden beide servers van Shogun Total War gesloten.

## Ontwikkeling
Het spel werd aangekondigd in 1999 en ontwikkeld door Creative Assembly onder Electronic Arts. Creative Assembly was al eerder betrokken ontwikkelingen voor Electronic Arts, namelijk voor de EA Sports-games. De ontwikkeling werd geleid door de ex-microchipontwikkelaar Michael Simpson.
In het begin was Simpson erg sceptisch over het gebruik van 3D-graphics voor het spel, maar toen hij de landschappen zag die de engine van het spel produceerde, was hij overtuigd. Het spel was niet substantieel genoeg met alleen real-time veldslagen, want ze waren erg kort. Daarom had Simpson iets nodig waardoor het spelers uitmaakte of de uitkomst van de gevechten positief of negatief waren, daarom werd de campaign map erbij gemaakt zodat mensen het uitmaakte als ze bijvoorbeeld een provincie verloren.

## Uitbreidingen en vervolgen
Voor informatie over uitbreidingen, zie pagina Shogun: Total War: Mongol Invasion
De toekomstige spellen zouden zich respectievelijk afspelen in het oude Rome (Rome: Total War, Total War: Rome II en Total War: Attila), de Middeleeuwen (Medieval: Total War en Medieval II: Total War), Europa ( Empire: Total War en Napoleon: Total War).

## Ontvangst
Het spel werd door recensenten positief ontvangen: 84% en 87% positief op Metacritic en Gamerankings. Het spel werd genomineerd voor de BAFTA Interactive Entertainment Award in de categorie 'Games - Pc' en won deze ook. De Warlord Editie won de prijs in de muziekcategorie in 2001.